# 雅加達地鐵
雅加達地鐵（簡稱：MRT Jakarta）是印度尼西亞首都雅加達其中一座城市軌道交通系統，於2019年3月24日通車，現有1條路線、13座車站，全長15.7公里。
在雅加達建造地鐵，以舒緩交通擠塞問題的計劃首見於蘇哈托執政時期，不過由於經濟上和政治上的原因，首條路線——南北線的首階段工程直至2013年才正式動工，此項目使用日本國際協力機構提供的貸款興建，採用日本的鐵路技術。南北線第一階段通車後，第二階段隨即開始施工，預計在2025年至2027年分段通車，計劃興建的线路還包括東西線（預計2029年或2030年通車）和第四階段路線（預計2029年通車）。其營運商雅加達地鐵公司是省營企業，自2021年9月起成為國際地鐵標竿聯盟的成員。

## 歷史

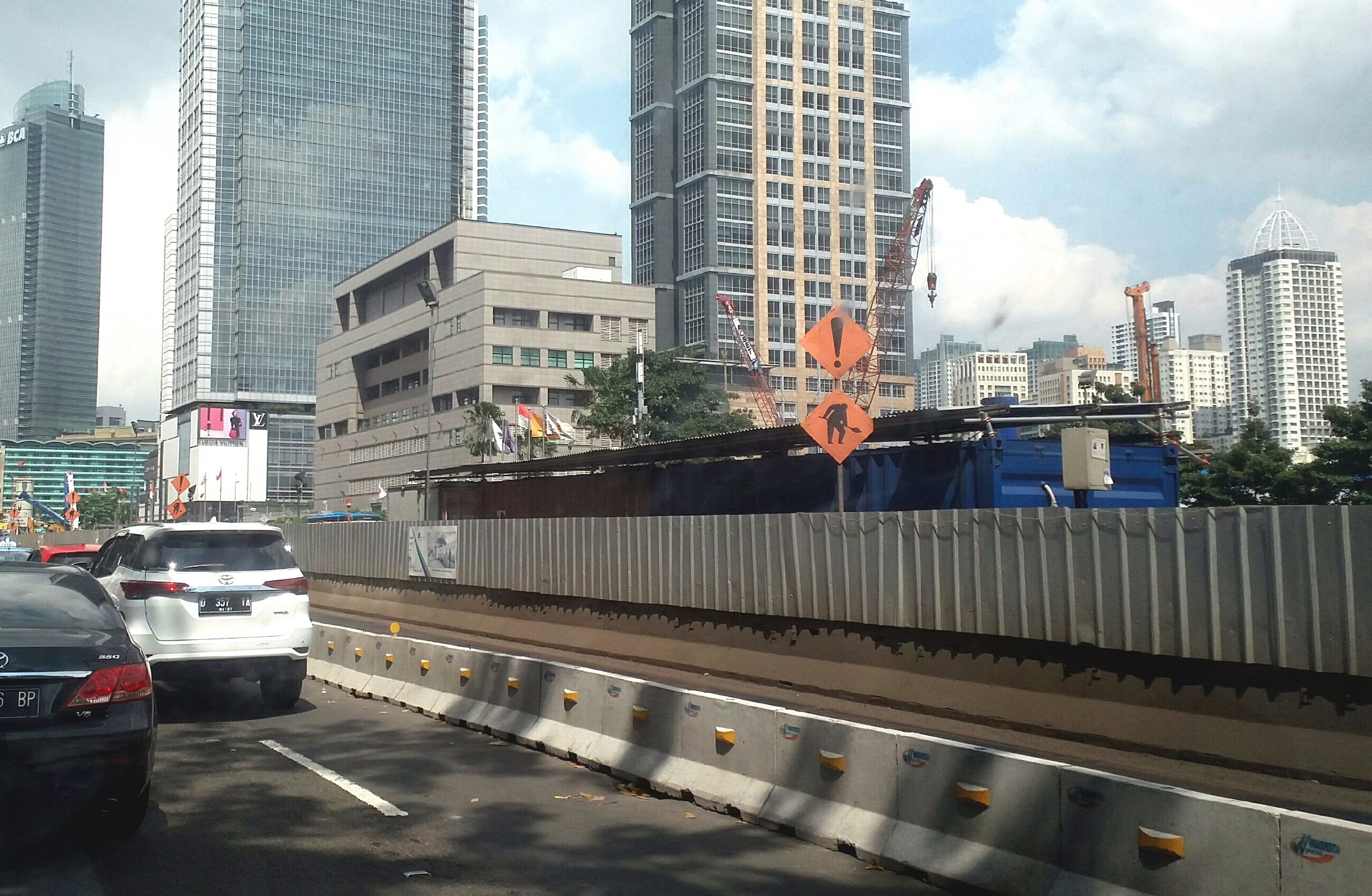
位於M·H·譚林路一帶的雅加達地鐵施工現場

### 前期規劃
雅加達首都特區是印度尼西亞共和國的首都。1970年代至1990年代期間，印度尼西亞的經濟發展迅速，複合年均增長率達到6.6%；1998年亞洲金融風暴衝擊印度尼西亞經濟之前，印度尼西亞的國民生產總值達到642兆盾（當時相當於260億美元），人均國民生產總值則為1285美元。因此大雅加達地區開始實現高速的城市化，不過汽車擁有量節節上升的時候，公共運輸體系（巴士、鐵路等）無法配合城市的增長，結果引致中央商業區嚴重的交通擠塞和空氣污染問題。早在1980年代初，印度尼西亞政府就意識到大雅加達地區需要一個更完善、更均衡的交通運輸系統，解決上述的問題。為此當局打算興建地鐵，連接中央商業區和市郊的住宅區。
在雅加達興建地鐵的計劃首見於1974年。1981年至1999年期間，國內外機構先後完成20多份報告，研究雅加達地鐵的建設計劃；其中比較突出的報告包括1990年的綜合交通系統改善工程研究（ITSI）和1993年的整合路網方案（Consolidated Network Plan），這兩項報告均建議印度尼西亞政府興建兩條地鐵線或者改造現有的通勤鐵路，連接雅加達市區、西爪哇省勿加泗市和丹格朗市（後者今屬萬丹省），形成「十」字路網。由力寶集團、巴克利集團等印度尼西亞本地企業和日本伊藤忠商事、德國富乐斯多集团合組的印度尼西亞-日本-歐洲集團（Indonesian-Japanese-European-Group）曾於1995年至1996年期間為連接M區（Blok M）和雅加達城區站的地鐵線制定設計方案；他們發現地鐵的票價收入只能夠填補15%的總成本，認為這個項目不適宜採用「建造、營運、移交」的模式實施，最後仍決定採用投資者提供的私人貸款、外國（包括日本）提供的資金和雅加達首都特區政府籌募的款項推動地鐵項目，並計劃於1997年6月啟動雅加達地鐵的建設工程。然而由於亞洲金融風暴的影響，這個項目並沒有如期推行。經過蘇哈托總統的繼任人優素福·哈比比和時任雅加達首都特區省長蘇迪約索的遊說，印度尼西亞政府在1999年重啟雅加達地鐵項目，開始研究1996年設計方案的修訂本，最後卻因為世界銀行、非政府組織和經濟學家的反對（理由是成本高昂）而再度擱置。
日本國際協力機構在2000年至2004年期間完成《雅茂丹勿交通運輸規劃》的編制工作，再次建議印度尼西亞政府修建一條連接位於雅加達南部的法瑪瓦蒂醫院路，以及雅加達城區站的地鐵線。印度尼西亞政府在2005年再次重啟雅加達地鐵項目，卻遇到多個阻礙項目進展的問題。前期工程進度延誤的原因之一是財政問題；日本曾於2006年以無法談妥合約條款為由宣布退出項目，卻在同年12月重返項目，簽訂總值1600萬美元的貸款協議，以便進行前期工程。另一個原因則是地方政府為了地鐵線的管理問題和中央政府爭論。此外中央政府建議本地政府和企業承擔地鐵項目75%的成本，卻遭到非議，結果當局在2007年初決定由中央政府承擔58%的成本，其餘成本則由雅加達首都特區政府承擔。雅加達首都特區政府在2008年6月成立雅加達地鐵公司，負責地鐵線的建設、營運和維護工作。經過多年的討論，日方和印尼方已於2009年簽訂另一項推動地鐵項目的貸款協議，於2010年確定南北線的走向（南端為布陸斯谷，北端從杜古阿塔斯移到印度尼西亞大酒店圓環），並於2011年至2012年期間完成招標程序。

### 第一輪建設
雅加達地鐵第一條线路——南北線（後改稱南北線）分兩階段施工。第一階段在2013年10月10日動工，由國際協力機構援建，總成本為3.6兆印度尼西亞盾，把雅加達南部的住宅區和中央商業區連接起來。工程分為8個標段：土木工程（架空段、地下段各3個標段）、機電工程與鋪軌工程，以及列車製造。這項工程既要克服自然災害，也要解決徵地問題。由於雅加達位處地震帶，而且是爪哇海沿岸的低窪地區，所以地鐵設施要具備抗震能力和抗洪能力。雅加達地鐵公司需要申請額外的撥款，改動地鐵線的建築結構，以符合印度尼西亞政府在2013年重新制定的建築物抗震標準。市政當局曾在地鐵施工期間疏濬珊瑚新村水庫，並增加車站出入口的高度，試圖避免雅加達地鐵在雨季出現淹水的問題。另外，雖然徵地工作已在2012年展開，不過這項工作曠日持久，足足拖延了5年多。部分地主不滿賠償，拒絕遷出，更於2016年入稟法院，結果政府不得不援引法律，要求他們為地鐵項目讓出土地。雅加達地鐵公司在施工期間也派出管理人員和技術人員到馬來西亞、香港等地接受訓練。南北線第一階段已在2019年3月24日通車，並由佐科·維多多總統主禮。

### 第二輪建設
南北線第二階段連接雅加達中部的中央商業區和北部的老城區，在第一階段通車當天（2019年3月24日）舉行動工典禮，總成本估計為22.5兆印度尼西亞盾，預計將在2027年至2029年期間分階段通車。第二條路線——東西線的第一階段則於2024年9月11日動工，估計需耗資15.12兆印度尼西亞盾興建，其中第一期路線預計以2031年為通車目標。上述兩項工程均採用日本技術，由國際協力機構援建。

## 營運與服務

### 线路

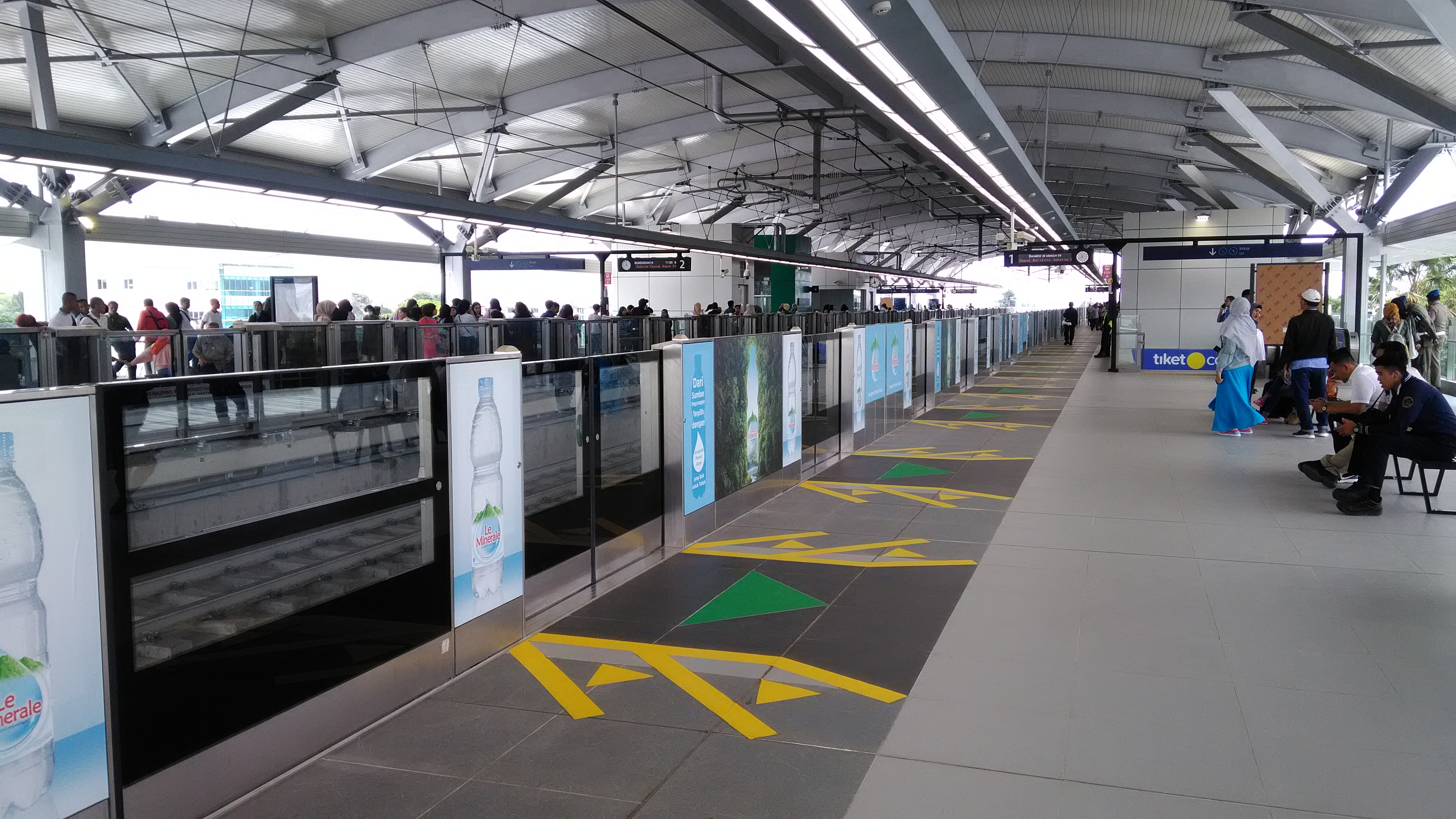
布陸斯谷站月台

| 线路 | 线路   | 通車日期      | 總站     | 總站                 | 车站数 | 长度 （公里） | 車廠         | 控制中心     | 列车编组 |
| ---- | ------ | ------------- | -------- | -------------------- | ------ | ------------- | ------------ | ------------ | -------- |
|      | 南北線 | 2019年3月24日 | 布陸斯谷 | 印度尼西亞大酒店圓環 | 13     | 15.7          | 布陸斯谷車廠 | 布陸斯谷車廠 | 6節      |

### 服務時間
雅加達地鐵通車初期的運作時間為上午5時至下午11時31分，平時的班次平均為9分鐘一班，繁忙時段（早上7時至9時、晚上5時至7時）則縮短為平均5分鐘一班。假日期間，列車班次平均為10分鐘一班

### 車站
雅加達地鐵大部分車站樓高兩層，其中地下站頂層為公眾區／商業區（車站大堂），底層為月台；高架車站離地12至22米，底層是公眾區／商業區，頂層為月台。有的車站的高度或深度會因應附近的河道和高架道路而調整。

### 車輛
雅加達地鐵公司已於2015年簽訂合約，向日本住友集團、日本車輛製造採購16列電動列車（96節車廂）。一列南北線列車設有6節車廂，車體最寬處達到2.9米，整列車最大載客量為1992人，營運速度為每小時30至40公里，設有閉路電視、優先座、輪椅預留位、乘客資訊系統等設施。

### 信號系統
雅加達地鐵南北線採用日本信號提供的移動閉塞式列車自動控制系統（ATO），列車可以在無人操作的情況下開行。南北線的設計和建設標準為列車運行自動化等級的第二級（GoA 2），所以該線列車設有駕駛人員，負責開關車門、在緊急情況下駕駛列車，以及把列車駛回車廠。列車操作由車務控制中心負責監控。

## 未來拓展

### 興建中路線
| 路線   | 路線   | 階段     | 總站                   | 總站         | 估計通車 | 车站数 | 长度 （公里） | 車廠         | 控制中心     | 列车编组 |
| ------ | ------ | -------- | ---------------------- | ------------ | -------- | ------ | ------------- | ------------ | ------------ | -------- |
|        | 南北線 | 2A       | 印度尼西亞大酒店迴旋處 | 哈摩尼       | 2027年   | 3      | 5.8           | 布陸斯谷車廠 | 布陸斯谷車廠 | 6節      |
| 哈摩尼 | 南北線 | 2A       | 雅加達城區站           | 2029年       | 4        |        | 5.8           | 布陸斯谷車廠 | 布陸斯谷車廠 | 6節      |
|        | 東西線 | 3A（一） | 多芒                   | 棉兰萨特里亚 | 2031年   | 21     | 24.5          | 羅羅丹車廠   | 羅羅丹車廠   | 8節      |

南北線2A階段於2019年3月24日第一階段通車時動工，全長5.8公里、設地下站7座，起於印度尼西亞大酒店迴旋處，止於雅加達城區站。工程分為7個標段：土木工程（4個標段）、機電工程與鋪軌工程、列車製造和票務系統。其中一個標段（國家紀念碑站附近一項變電站建設工程）已於2020年2月竣工，其餘土木工程標段和機電工程標段也在2020年2月至2021年4月期間決標，項目由清水建設-阿迪卡亞財團和三井住友建設-胡达玛卡亚財團承建，兩個財團均由日本建築商和印度尼西亞國有建築商組成。列車製造和票務系統標段的招標程序仍在準備中。2A阶段曾於2020年初因為2019冠狀病毒病疫情而停工，至2020年6月復工，印度尼西亞大酒店迴旋處至哈摩尼段預計在2027年通車，其餘路段則計劃於2029年通車。與第一階段相比，這段地鐵線需要經過加查·馬達街、哈奄·烏祿街一帶的歷史城區，而且沿線土質鬆軟，令建造工程變得更為艱難。此外，工程人員還在工地挖出荷蘭殖民時期的電車路軌。
東西線首期工程（3A階段第一期）連接西雅加達多芒和西爪哇省勿加泗市棉兰萨特里亚，全長24.5公里，設有21座車站（8座地下站，13座高架站），已於2024年9月11日舉行動工儀式。預計3A階段第一期路線各標段將於2025年開標，至2031年竣工。

### 規劃中路線
| 路線 | 路線         | 分期         | 總站         | 總站     | 狀態         | 估計通車 | 车站数 | 长度 （公里） | 車廠           | 控制中心       |
| ---- | ------------ | ------------ | ------------ | -------- | ------------ | -------- | ------ | ------------- | -------------- | -------------- |
|      | 南北線       | 2B           | 雅加達城區站 | 安卒西   | 可行性研究中 | 2030年   | 2      | 6             | 安卒西車廠     | 安卒西車廠     |
| －   | 南北線       | 布陸斯谷     | 南丹格朗     | 遠期規劃 | 未定         | ？       | ？     | ？            | ？             |                |
|      | 東西線       | 3A（二）     | 多芒         | 肯邦安   | 未定         | 設計中   | ？     | 9.2           | ？             | ？             |
| －   | 東西線       | 巴拉拉查     | 肯邦安       | 遠期規劃 | 未定         | ？       | ？     |               | ？             | ？             |
| －   | 東西線       | 棉蘭薩特里亞 | 芝卡朗       | 遠期規劃 | 未定         | ？       | ？     |               | ？             | ？             |
|      | 第四階段路線 | 第四階段路線 | 法瑪瓦蒂     | 縮影公園 | 可行性研究中 | 2029年   | 10     | 12            | 甘榜紅毛丹車廠 | 甘榜紅毛丹車廠 |

擬議中的路線包括：
- 南北線2B階段起於雅加達城區站，止於安卒西，全長約6（3.7英里），設站2座[24]，預計於2030年通車[27]。
- 南北線南丹格朗延長線將把南北線從布陸斯谷向西延伸到萬丹省南丹格朗市，該項目獲得國家建設規劃部[32]和交通部的支持，但並非優先興建的路線，南丹格朗市政府亦未委託地鐵公司開展項目[33]。
- 整條東西線全長約87公里，設站41座（2015年計劃）[34]，起於西爪哇省勿加泗市芝卡朗，止於萬丹省丹格朗市巴拉拉查[35]。除了已舉行動土儀式的路段，3A階段尚包括一條連接多芒和肯邦安，全長9.2公里的路線，整個3A階段預計需耗資51.8兆印尼盾完成[16]。
- 第四階段路線全長約12公里，設有10座車站（7座地下站，3座高架站），連接南北線法瑪瓦蒂站和美麗的印度尼西亞縮影公園，車廠位於甘榜紅毛丹站附近。截至2021年12月，該項目正進行可行性研究，另外有南韓投資者表示有意參與本項目[36]。雅加達地鐵公司總經理威廉·沙班達（William Sabandar）曾表示工程可在2029年完成[37]。

## 票務

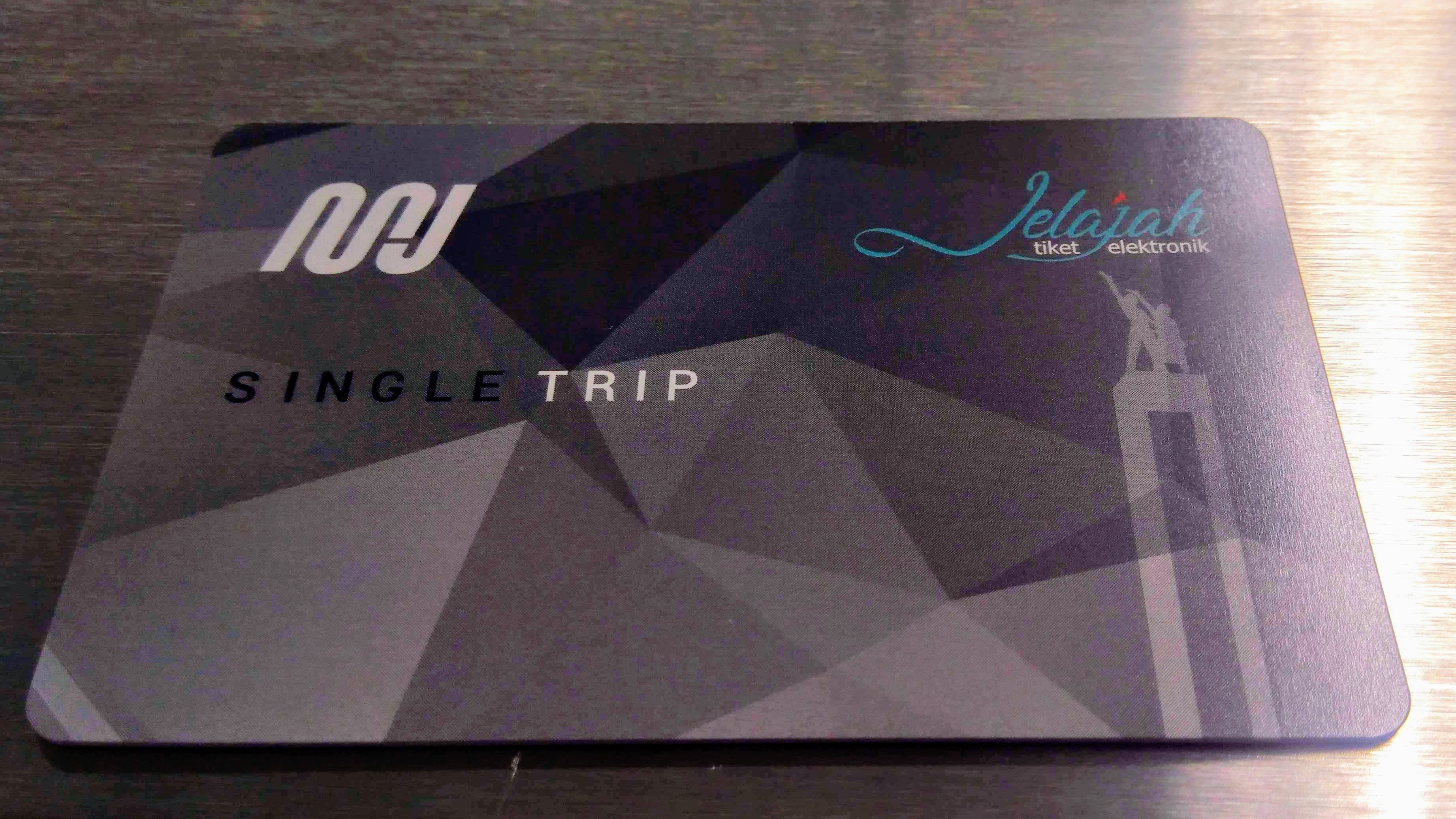
雅加達地鐵單程出行卡（正面）

雅加達地鐵採用日本信號提供的票務系統。票務系統由售票機、增值機、車票查閱機、閘機等部分組成，每個車站的票務系統與車務控制中心相連。乘客可以使用的付費方式分為三種，第一種是雅加達地鐵公司推出的「出行卡」（Kartu Jelajah），可以在自動售票機和票務處購買。這種票卡分為單程票和多程票兩個類別，其中單程票只可使用一次，有效期為7天，多程票可以重複使用，沒有有效期限，餘額不足時可以先充值，再使用。「出行卡」票價內包括15,000盾的按金，使用後可向票務處退還。第二種是雅加達交通公司發行的Jak Lingko卡和印度尼西亞5家銀行發行的智能卡，第三種是雅加達地鐵的手機應用程式，乘客可以使用程式內置的QR碼支付功能入閘乘車。
按照雅加達首都特區政府和雅加達省議會在2019年3月25日制定的方案，雅加達地鐵將按距離收費，票價即「起步價+里程價」。起步價為1,500盾（不設起步里程），里程價為每公里850盾，然後上捨入到千位，即每10公里收費10,000盾。單程票價最低為3,000盾，最高為14,000盾。乘客如果在同一車站出入閘，所扣除的金額和當時最低的單程票價一致。雅加達首都特區政府將在2019年4月至12月期間耗資6720億盾，為地鐵乘客提供車費補貼。他們估計雅加達地鐵的日均載客量可以達到65,000人，換言之他們需要為每一位乘客支付21,659盾的補貼。乘坐地鐵的乘客越多，政府需要為每位乘客支付的補貼金額越低。

## 外部連結
- 雅加達地鐵公司官方網站 （页面存档备份，存于）
- 雅加達地鐵的Facebook專頁
- 雅加達地鐵的X（前Twitter）
- 雅加達地鐵的Instagram帳戶